# Star Trek: Discovery
Star Trek: Discovery je americký sci-fi televizní seriál, v pořadí sedmý z řady seriálů ze světa Star Treku. Zveřejňován byl od 24. září 2017 do 30. května 2024 na internetové platformě Paramount+ (původně pojmenované CBS All Access). Děj Discovery začíná v roce 2256 a sleduje příběh hvězdné lodi USS Discovery (NCC-1031) disponující převratným typem pohonu. V letech 2018–2020 byl uváděn také krátkometrážní antologický seriál Star Trek: Short Treks, jenž v některých svých epizodách využívá postavy a lokace Discovery.

## Příběh
Komandér Michael Burnhamová, první důstojnice na hvězdné lodi Spojené federace planet USS Shenzhou (NCC-1227), je v roce 2256 po vzpouře proti své velicí důstojnici a následnému střetu lodi s Klingony uvězněna a degradována. Vyžádá si ji však kapitán Gabriel Lorca, velitel lodi USS Discovery (NCC-1031), která disponuje revolučním prototypovým pohonem. Burnhamová začne sloužit na lodi jako specialistka ve vědecké sekci. Během války mezi Federací a Klingony však záhadný Lorca sleduje vlastní zájmy a podaří se mu loď dostat do paralelního, tzv. zrcadlového vesmíru. Po návratu plavidla a ukončení války je ve druhé řadě seriálu do kapitánského křesla Discovery dočasně přidělen Christopher Pike z USS Enterprise (NCC-1701), pod jehož velením absolvuje loď pátrání po záhadných záblescích, které se objevují napříč celou Galaxií, což vyústí v konflikt s Hvězdnou flotilou a její rozvědkou, tajným Oddílem 31 a jeho umělou inteligencí. Posádka Discovery se i s lodí dostane do roku 3188, kde ve třetí sérii zjišťuje, že Federace a Flotila téměř zanikly a mají minimální vliv na dění ve vesmíru. Důvodem byla kataklyzmatická událost přibližně před 120 lety, při níž z neznámého důvodu explodovalo v Galaxii téměř veškeré dilithium, které se používá k pohonu hvězdných lodí. Discovery se pod Saruovým velením musí přizpůsobit nové situaci a pátrá po původu této události. Čtvrtá řada popisuje, jak se Disovery a její posádka musí vypořádat s vesmírnou anomálií, která se náhodně zjevuje po celé galaxii a ničí vše, co jí stojí v cestě, zatímco začíná obnova Federace a Flotily.

## Obsazení
- Sonequa Martinová-Greenová (český dabing: Hana Kusnjerová) jako komandér Michael Burnhamová
- Doug Jones (český dabing: Tomáš Juřička) jako komandér Saru
- Shazad Latif (český dabing: Marek Holý) jako Voq / poručík Ash Tyler (1.–2. řada)
- Anthony Rapp (český dabing: Martin Sobotka) jako poručík Paul Stamets
- Mary Wisemanová (český dabing: Ivana Korolová) jako kadet Sylvia Tillyová
- Jason Isaacs (český dabing: Libor Hruška) jako kapitán Gabriel Lorca (1. řada)
- Wilson Cruz (český dabing: Filip Švarc) jako nadporučík Hugh Culber (2.–4. řada, jako host v 1. řadě)
- Anson Mount jako kapitán Christopher Pike (2. řada)
- David Ajala (český dabing: Michal Holán) jako Cleveland „Book“ Booker (3.–4. řada)
- Rachael Ancherilová (český dabing: Natálie Topinková) jako komandér D. Nhan (3. řada, jako host ve 2. a 4. řadě)
- Blu del Barrio (český dabing: Lucie Kušnírová) jako Adira Tal (4. řada, jako host ve 3. řadě)
- Tig Notarová (český dabing: Petra Hobzová) jako komandér Jett Reno (4. řada, jako host ve 2.–3. řadě)
- Callum Keith Rennie (český dabing: Jan Szymik) jako kapitán Rayner (5. řada)

## Produkce
Nový seriál ze světa Star Treku ohlásila stanice CBS v listopadu 2015. Premiéra měla proběhnout v lednu 2017 v návaznosti na 50. výročí celé franšízy, které se odehrálo roku 2016. Mělo se jednat o první seriál pro chystanou internetovou VOD platformu CBS All Access. Od začátku na pořadu pracovali Alex Kurtzman, spoluscenárista filmů Star Trek a Star Trek: Do temnoty, a Heather Kadinová, kteří se stali výkonnými producenty seriálu. Během února 2016 přišel k projektu Bryan Fuller, jenž společně s Kurtzmanem vytvořil základní podobu seriálu a který se také stal showrunnerem. V srpnu 2016 se dalšími showrunnery stali Gretchen J. Bergová a Aaron Harberts. Kvůli tvůrčím neshodám se studiem, překračování rozpočtu během předprodukce a zaostávání za rozvrhem kvůli souběžné práci na seriálu Američtí bohové odstoupil v říjnu 2016 Fuller z pozice showrunnera a přestal se na novém Star Treku aktivně podílet. Seriál tak začali sami řídit Bergová s Harbertsem, kteří rozpracovali základní námět vytvořený Fullerem a Kurtzmanem. Již v té době byla premiéra seriálu odložena na pozdější termín roku 2017. Natáčení první řady probíhalo v Pinewood Toronto Studios od ledna do října 2017.
Druhá řada Star Treku: Discovery byla objednána stanicí CBS v říjnu 2017, měsíc po uvedení prvního dílu seriálu. Její produkce byla zahájena v dubnu 2018 v Pinewood Toronto Studios a pokračovala do listopadu toho roku. V červnu 2018, po natočení prvních pěti dílů, nahradil Bergovou a Harbertse na pozici showrunnera spolutvůrce seriálu Alex Kurtzman. V únoru 2019 došlo k oznámení objednání třetí řady, kterou společně s Kurtzmanem vedla Michelle Paradiseová. Čtvrtá série byla potvrzena v říjnu 2020, pátá řada v lednu 2022. Pátá řada byla poslední a skončila 30. května 2024.

## Vysílání
| Řada | Díly | Zveřejnění v USA   | Zveřejnění v USA | Premiéra v ČR                 | Premiéra v ČR                 | Stanice v USA  |
| Řada | Díly | První díl          | Poslední díl     | První díl                     | Poslední díl                  | Stanice v USA  |
| ---- | ---- | ------------------ | ---------------- | ----------------------------- | ----------------------------- | -------------- |
| 1    | 15   | 24. září 2017      | 11. února 2018   | 25. září 2017 (Netflix)       | 12. února 2018 (Netflix)      | CBS All Access |
| 2    | 14   | 17. ledna 2019     | 18. dubna 2019   | 18. ledna 2019 (Netflix)      | 19. dubna 2019 (Netflix)      | CBS All Access |
| 3    | 13   | 15. října 2020     | 7. ledna 2021    | 16. října 2020 (Netflix)      | 8. ledna 2021 (Netflix)       | CBS All Access |
| 4    | 13   | 18. listopadu 2021 | 17. března 2022  | 22. března 2024 (SkyShowtime) | 22. března 2024 (SkyShowtime) | Paramount+     |
| 5    | 10   | 4. dubna 2024      | 30. května 2024  | 5. dubna 2024 (SkyShowtime)   | 31. května 2024 (SkyShowtime) | Paramount+     |